# Miodrag Mitrović
Miodrag Mitrović (sinh ngày 14 tháng 7 năm 1991) là một thủ môn bóng đá người Thụy Sĩ thi đấu cho câu lạc bộ România Universitatea Craiova.